# Ey Sham
 (хебр. אי שם; у преводу Негде) песма је израелске певачице Иланит која је представљала Израел на Песми Евровизије 1973. у Луксембургу. Био је то уједно и дебитантски наступ Израела на том такмичењу. Музику за песму је компоновала Нурит Хирш, која је уједно и дириговала оркестром током наступа уживо у Луксембургу, док је текст на хебрејском написао Ехуд Манор. Енглеска верзија песме објављена је под називом All Make Believe.
Жанровски, Ey Sham је поп-фолк балада чија тема је одлазак на „идеално место” где млади љубавни пар може да живи своје снове без притисака споља. 
Иланит је своју песму извела као последња, седамнаеста, током финалне вечери Евросонга у Луксембургу одржане 7. априла. Гласовима стручног жирија из осталих земаља учесница, песма Ey Sham је са укупно 97 бодова освојила високо 4. место, а Израел је постао најуспешнији дебитант у дотадашњој историји тог такмичења (задржавши тај статус наредних 20 година). 
Иланит је уживо извела први део ове песме и током отварања Евросонга 2019. чији је домаћин био израелски град Тел Авив.